# Bufo stejnegeri
Bufo stejnegeri es una especie de anfibio anuro de la familia de sapos Bufonidae que se encuentran en el este de Asia. Se sabe que existen en dos poblaciones distintas, una en la provincia de Liaoning en el noreste de China oriental, y el otro en las montañas centrales de la península coreana. En Corea del Sur, se encuentra en el este de Gyeonggi (específicamente Gapyeong) y también en Gangwon-do (en particular el complejo montañoso Odaesan). Además, se espera que estén o hayan estado otras poblaciones de la región entre el centro de Corea y Liaoning. 

## Hábitat
Bufo stejnegeri se encuentra tierra adentro, a altitudes de 200 a 700 metros sobre el nivel del mar. Prefiere el agua, y se encuentra normalmente en zonas boscosas ribereñas. 

## Características
La cría y desove tienen lugar en las aguas de los arroyos y ríos. Es generalmente nocturno, pero también es activo durante el día durante las lluvias de verano. Debido a su semejanza superficial a las ranas, Bufo stejnegeri a veces es comidos. Sin embargo, al igual que otros sapos, son venenosos. Un caso de intoxicación grave por una sustancia inmunorreactiva similar a la digoxina fue reportado en 1998.
La inclusión de Bufo stejnegeri en el género Bufo fue cuestionada en un artículo de 2006. Sin embargo, ninguna clasificación alternativa se propuso y la especie es, pues, técnicamente “no asignada al género.”